# Lost Frequencies
Lost Frequencies, pseudonimo di Felix De Laet (Bruxelles, 30 novembre 1993), è un disc jockey e produttore discografico belga.

## Biografia
Lost Frequencies, disc jockey di origine belga, è uno dei produttori della nuova generazione. Ha alle sue spalle la pubblicazione, nel 2016, dell'album "Less Is More", di cui nel 2017 ha prodotto anche la versione Deluxe (con "deluxe" definisce i remix dei suoi stessi brani, caratterizzati da un suono più elettrico ed energico, che suona spesso nei live). Il suo primo singolo, "Are You With Me", uscito nel 2014, lo ha introdotto al mondo della musica mainstream, permettendogli di pubblicare canzoni di grande successo sia con autori emergenti, come Sandro Cavazza, che con autori di fama mondiale, come James Blunt. Con quest'ultimo nel 2018 ha prodotto una canzone, intitolata "Melody", che ha raggiunto la cima delle classifiche in molti stati. Di grande fama sono anche le canzoni "Beautiful Life", "Are You With Me" e "Crazy", singolo con il quale ha annunciato il debutto della label da lui fondata, la Found Frequencies, distribuita da Armada Music.

## Discografia
- 2014 - Feelings (EP)
- 2016 - Less Is More
- 2017 - Less Is More (Deluxe)
- 2019 - Alive And Feeling Fine
- 2020 - Cup Of Beats (EP)
- 2020 - Cup Of Beats (Deluxe)